# Lope de Deza
Lope de Deza (Segovia, 1546-Hortaleza, Madrid 1625), fue un economista y escritor español.
Estudió en Oropesa, Salamanca y Alcalá hasta tomar el grado de bachiller en jurisprudencia civil y canónica.
Retirado posteriormente a sus posesiones de la entonces Villa de Hortaleza, donde tenía una gran hacienda y donde moriría, se dedicó al estudio del derecho y la economía escribiendo varios libros tales como Gobierno político de agricultura (Madrid, 1618) y los manuscritos Tratado de corte, Juicio de las leyes civiles y Apología por el padre Mariana contra los errores de su contradictos.
Su obra es antibullonista y prefisiocrátrica, ya que considera la agricultura como el sector fundamental de la economía.
Lope de Deza observó que las facultades de Leyes “privan de
brazos a la agricultura”, arrebatando fuerza de trabajo al campo y trasformando a los campesinos en no-productores de riqueza.
- Datos: Q5804480